# جوب فـان ستين
جوب فـان ستين (بالهولندية: Jop van Steen)‏ هو لاعب كرة قدم هولندي في مركز الوسط، ولد في 21 ديسمبر 1984 في نايميخن في هولندا. لعب مع Juliana '31 ‏.

## وصلات خارجية
- جوب فـان ستين على موقع قاعدة بيانات كرة القدم.إي يو (الإنجليزية)
- جوب فـان ستين على موقع Soccerway.com (الإنجليزية)
- جوب فـان ستين على موقع عالم كرة القدم.نت (الإنجليزية)